# Bistum Cần Thơ

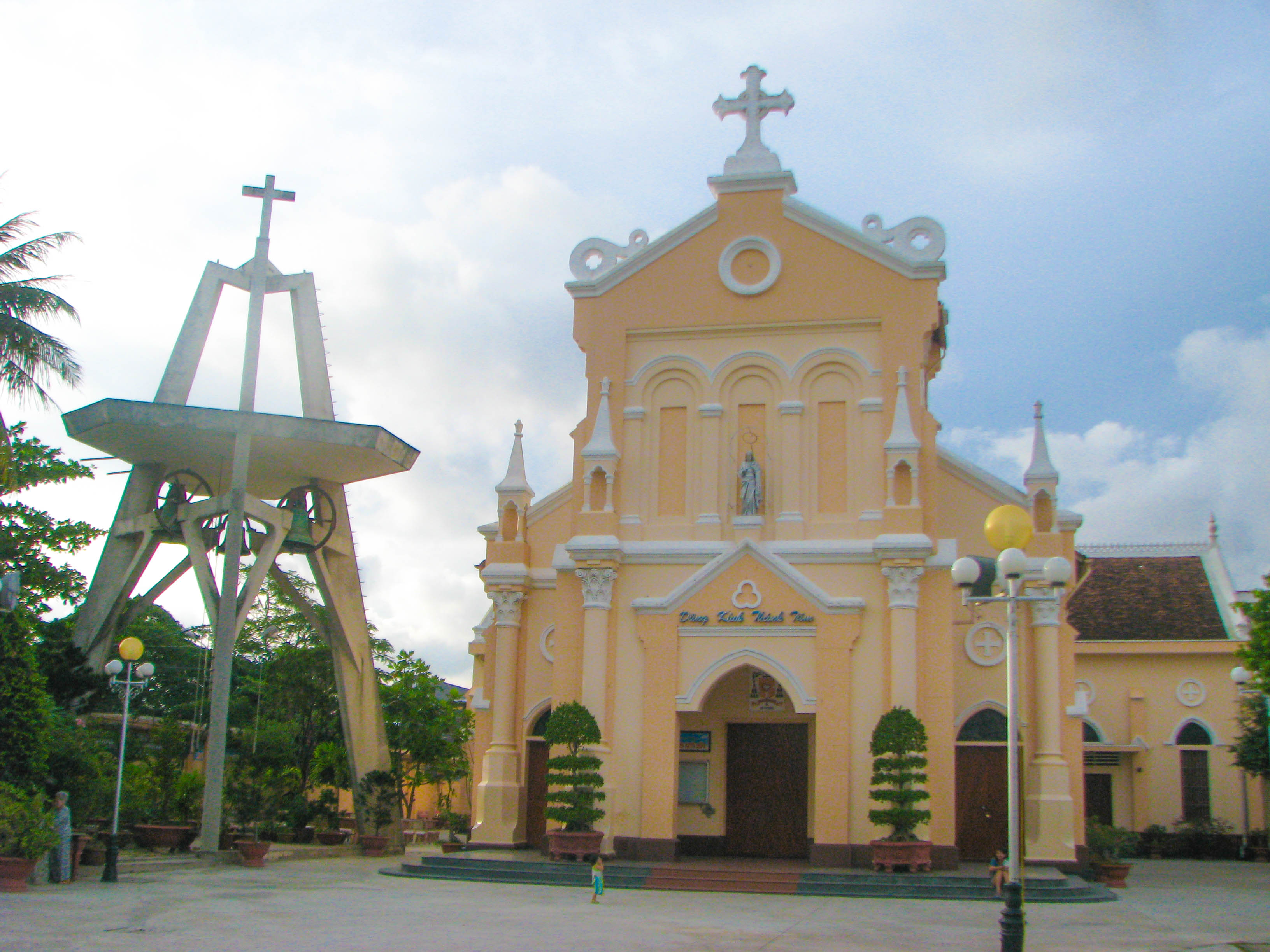
Kathedrale in Cần Thơ

Das Bistum Cần Thơ (lateinisch Dioecesis Canthoensis, vietnamesisch Giáo phận Cần Thơ) ist eine in Vietnam gelegene römisch-katholische Diözese mit Sitz in Cần Thơ.

## Geschichte
Das Bistum Cần Thơ wurde am 20. September 1955 durch Papst Pius XII. aus Gebietsabtretungen des Apostolischen Vikariates Phnom-Penh als Apostolisches Vikariat Cần Thơ errichtet. Am 24. November 1960 gab das Apostolische Vikariat Cần Thơ Teile seines Territoriums zur Gründung des Bistums Long Xuyên ab.
Das Apostolische Vikariat Cần Thơ wurde am 24. November 1960 durch Papst Johannes XXIII. mit der Apostolischen Konstitution Venerabilium Nostrorum zum Bistum erhoben und dem Erzbistum Saigon als Suffraganbistum unterstellt.

## Ordinarien

### Apostolische Vikare von Cần Thơ
- Paul Nguyên Van Binh, 1955–1960, dann Erzbischof von Saigon

### Bischöfe von Cần Thơ
- Philippe Nguyên-Kim-Diên, 1960–1964, dann Koadjutorerzbischof von Huế
- Jacques Nguyên Ngoc Quang, 1965–1990
- Emmanuel Lê Phong Thuân, 1990–2010
- Stephanus Tri Buu Thien, 2010–2025
- Peter Lê Tấn Lợi, seit 2025